# Comuna de Krościenko nad Dunajcem
Krościenko nad Dunajcem (polaco: Gmina Krościenko nad Dunajcem) é uma gminy (comuna) na Polónia, na voivodia de Pequena Polónia e no condado de Nowotarski. A sede do condado é a cidade de Krościenko nad Dunajcem.
De acordo com os censos de 2004, a comuna tem 6362 habitantes, com uma densidade 111,1 hab/km².

## Área
Estende-se por uma área de 57,27 km², incluindo:
- área agricola: 45%
- área florestal: 50%

## Demografia
Dados de 30 de Junho 2004:
|                      | Total   | Total | Mulheres | Mulheres | Homens  | Homens |
| -------------------- | ------- | ----- | -------- | -------- | ------- | ------ |
|                      | pessoas | %     | pessoas  | %        | pessoas | %      |
| População            | 6362    | 100   | 3247     | 51       | 3115    | 49     |
| Densidade (pop./km²) | 111,1   | 100   | 56,7     | 56,7     | 54,4    | 54,4   |

De acordo com dados de 2002, o rendimento médio per capita ascendia a 1370,16 zł.

## Comunas vizinhas
- Czorsztyn, Łącko, Ochotnica Dolna, Szczawnica.